# Khamzat Arsamerzouev
Khamzat Arsamerzouev (ryska: Хамзат Тимурович Арсамерзуев), född 6 december 2002 i Tjetjenien i Ryssland, är en fransk brottare som tävlar i fristil.

## Karriär
Vid EM 2025 i Bratislava tog Arsamerzouev silver i 65 kg-klassen efter en finalförlust mot Ibragim Ibragimov.